# Psoralea stipulata
Psoralea stipulata är en ärtväxtart som beskrevs av John Torrey och Asa Gray. Psoralea stipulata ingår i släktet Psoralea och familjen ärtväxter. Inga underarter finns listade i Catalogue of Life.